# Sambakati
Sambakati is een bestuurslaag in het regentschap Sumenep van de provincie Oost-Java, Indonesië. Sambakati telt 2689 inwoners (volkstelling 2010).